# Fotballklubben Haugesund 2021
Questa voce raccoglie le informazioni riguardanti il Fotballklubben Haugesund nelle competizioni ufficiali della stagione 2021.

## Stagione
L'Haugesund ha affrontato il campionato 2021 a seguito del 9º posto arrivato nella stagione precedente. La squadra ha chiuso l'annata all'11º posto finale, mentre l'avventura nel Norgesmesterskapet è terminata al primo turno, con l'eliminazione subita per mano del Sotra.
Il giocatore più utilizzato in stagione è stato Peter Therkildsen, a quota 31 presenze tra campionato e coppa. Ibrahima Wadji è stato il miglior marcatore della squadra, nonostante sia stato ceduto nel corso della sessione estiva di calciomercato, a quota 8 reti.

## Maglie e sponsor
Lo sponsor tecnico per la stagione 2021 è stato Macron, mentre lo sponsor ufficiale è stato Sparebanken Vest. La divisa casalinga è composta da una maglietta bianca con rifiniture blu, pantaloncini blu e calzettoni bianchi. Quella da trasferta era invece costituita da una maglietta blu con rifiniture bianche, pantaloncini bianchi e calzettoni blu.
| Casa | Trasferta |

## Rosa
| N. |                       | Ruolo | Calciatore               |
| -- | --------------------- | ----- | ------------------------ |
| 1  | Norvegia (bandiera)   | P     | Helge Sandvik            |
| 2  | Gambia (bandiera)     | D     | Sulayman Bojang          |
| 4  | Danimarca (bandiera)  | D     | Anders Bærtelsen         |
| 4  | Norvegia (bandiera)   | D     | Fredrik Pallesen Knudsen |
| 5  | Danimarca (bandiera)  | D     | Benjamin Hansen          |
| 6  | Norvegia (bandiera)   | C     | Joakim Våge Nilsen       |
| 7  | Danimarca (bandiera)  | D     | Peter Therkildsen        |
| 8  | Norvegia (bandiera)   | C     | Kevin Krygård            |
| 9  | Norvegia (bandiera)   | C     | Sondre Liseth            |
| 10 | Norvegia (bandiera)   | A     | Niklas Sandberg          |
| 11 | Norvegia (bandiera)   | C     | Kristoffer Velde         |
| 12 | Norvegia (bandiera)   | P     | Egil Selvik              |
| 13 | Norvegia (bandiera)   | A     | Martin Samuelsen         |
| 15 | Norvegia (bandiera)   | D     | Ulrik Fredriksen         |
| 16 | Norvegia (bandiera)   | A     | Alexander Søderlund      |
| 16 | Capo Verde (bandiera) | C     | Bruno Leite              |
| 17 | Senegal (bandiera)    | A     | Ibrahima Wadji           |

| N. |                      | Ruolo | Calciatore                 |
| -- | -------------------- | ----- | -------------------------- |
| 18 | Norvegia (bandiera)  | C     | Kristoffer Gunnarshaug     |
| 19 | Danimarca (bandiera) | D     | Mikkel Desler              |
| 20 | Norvegia (bandiera)  | C     | Torje Naustdal             |
| 22 | Norvegia (bandiera)  | D     | Alexander Stølås           |
| 23 | Norvegia (bandiera)  | D     | Thore Baardsen Pedersen    |
| 25 | Senegal (bandiera)   | A     | Alioune Ndour              |
| 27 | Norvegia (bandiera)  | C     | Mads Sande                 |
| 27 | Norvegia (bandiera)  | C     | Mads Solberg Johannesen    |
| 32 | Norvegia (bandiera)  | P     | Frank Stople               |
| 35 | Norvegia (bandiera)  | A     | Andreas Endresen           |
| 36 | Norvegia (bandiera)  | D     | Eivind Helgeland           |
| 38 | Norvegia (bandiera)  | D     | Vegard Solheim             |
| 39 | Norvegia (bandiera)  | C     | Mathias Tjoland            |
| 40 | Norvegia (bandiera)  | P     | Asbjørn Hagland Engenes    |
| 41 | Norvegia (bandiera)  | D     | Jonas Valland              |
| 42 | Norvegia (bandiera)  | P     | Sander Kaldrastøyl Østraat |
| 43 | Norvegia (bandiera)  | C     | André Lønning              |

## Calciomercato

### Sessione invernale(dal 15/01 al 24/03)
| Arrivi           | Arrivi            | Arrivi         | Arrivi        |
| R.               | Nome              | da             | Modalità      |
| ---------------- | ----------------- | -------------- | ------------- |
| P                | Egil Selvik       | Odd            | definitivo    |
| D                | Peter Therkildsen | Horsens        | definitivo    |
| C                | Sondre Liseth     | Mjøndalen      | definitivo    |
| C                | Mads Sande        | Sandnes Ulf    | fine prestito |
| A                | Alioune Ndour     | Sogndal        | definitivo    |
| Altre operazioni |                   |                |               |
| R.               | Nome              | da             | Modalità      |
| D                | Dennis Horneland  | Vard Haugesund | fine prestito |
| D                | Benjamin Karamoko | Aalesund       | fine prestito |

| Partenze         | Partenze             | Partenze         | Partenze      |
| R.               | Nome                 | a                | Modalità      |
| ---------------- | -------------------- | ---------------- | ------------- |
| P                | Luděk Vejmola        | Vysočina Jihlava | fine prestito |
| D                | Dennis Horneland     |                  | svincolato    |
| D                | Benjamin Karamoko    |                  | svincolato    |
| C                | Christian Grindheim  |                  | ritiro        |
| A                | Alexander Ammitzbøll | Aarhus           | fine prestito |
| A                | Oliver Klitten       | Aalborg          | fine prestito |
| A                | Ibrahima Koné        | Sarpsborg 08     | definitivo    |
| Altre operazioni |                      |                  |               |
| R.               | Nome                 | da               | Modalità      |
| D                | Peter Therkildsen    | Horsens          | fine prestito |

### Sessione primaverile(dal 29/04 al 12/05)
| Arrivi | Arrivi | Arrivi | Arrivi   |
| R.     | Nome   | da     | Modalità |
| ------ | ------ | ------ | -------- |

| Partenze | Partenze | Partenze | Partenze |
| R.       | Nome     | a        | Modalità |
| -------- | -------- | -------- | -------- |

### Tra la sessione primaverile e la sessione estiva
| Arrivi | Arrivi | Arrivi | Arrivi   |
| R.     | Nome   | da     | Modalità |
| ------ | ------ | ------ | -------- |

| Partenze | Partenze         | Partenze       | Partenze   |
| R.       | Nome             | a              | Modalità   |
| -------- | ---------------- | -------------- | ---------- |
| D        | Mikkel Desler    | Tolosa         | definitivo |
| A        | Andreas Endresen | Vard Haugesund | prestito   |

### Sessione estiva(dal 01/08 al 31/08)
| Arrivi           | Arrivi              | Arrivi       | Arrivi     |
| R.               | Nome                | da           | Modalità   |
| ---------------- | ------------------- | ------------ | ---------- |
| D                | Anders Bærtelsen    | Vendsyssel   | definitivo |
| D                | Sulayman Bojang     | Sarpsborg 08 | definitivo |
| D                | Torje Naustdal      | Strømmen     | definitivo |
| A                | Martin Samuelsen    | Hull City    | definitivo |
| A                | Alexander Søderlund |              | svincolato |
| Altre operazioni |                     |              |            |
| R.               | Nome                | da           | Modalità   |
| C                | Christos Zafeiris   | Grorud       | definitivo |

| Partenze | Partenze                 | Partenze        | Partenze   |
| R.       | Nome                     | a               | Modalità   |
| -------- | ------------------------ | --------------- | ---------- |
| P        | Frank Stople             | Stjørdals-Blink | prestito   |
| D        | Fredrik Pallesen Knudsen | Brann           | definitivo |
| C        | Kristoffer Gunnarshaug   | Ullensaker/Kisa | definitivo |
| C        | Bruno Leite              |                 | svincolato |
| C        | Christos Zafeiris        | Grorud          | prestito   |
| A        | Ibrahima Wadji           | Qarabağ         | definitivo |

## Risultati

### Eliteserien

#### Girone di andata
| Arbitro: | Hansen Grøtta |

|          |           |                |
| Mørk 23’ | Marcatori | 59’ Fredriksen |

| Arbitro: | Hagenes (Flaktveit) |

|                     |           |            |
| Velde 26’ Wadji 60’ | Marcatori | 69’ Friday |

| Sarpsborg 16 maggio 2021, ore 15:00 3ª giornata | Sarpsborg 08    | 0 – 0 referto | Haugesund | Sarpsborg Stadion (200 spett.)\| Arbitro: \| Saggi (Drammen) \| |
| Arbitro:                                        | Saggi (Drammen) |               |           |                                                                 |

| Haugesund 24 maggio 2021, ore 18:00 4ª giornata | Haugesund           | 0 – 0 referto | Stabæk | Haugesund Stadion (600 spett.)\| Arbitro: \| Hagenes (Flaktveit) \| |
| Arbitro:                                        | Hagenes (Flaktveit) |               |        |                                                                     |

| Arbitro: | Steen (Bergen) |

|                           |           |  |
| Botheim 31’ Solbakken 90’ | Marcatori |  |

| Arbitro: | Saggi (Drammen) |

|                                    |           |                         |
| Velde 24’, 60’ Wadji 64’ Ndour 90’ | Marcatori | 38’ (rig.), 90’ Berisha |

| Arbitro: | Steen (Bergen) |

|                             |           |            |
| Lehne Olsen 24’, 43’ (rig.) | Marcatori | 21’ Liseth |

| Arbitro: | Hansen Grøtta |

|                                          |           |  |
| Desler 63’ Wadji 71’ Sandberg 90’ (rig.) | Marcatori |  |

| Arbitro: | Aslam |

|           |           |  |
| Wadji 74’ | Marcatori |  |

| Trondheim 30 giugno 2021, ore 18:00 10ª giornata | Rosenborg       | 0 – 0 referto | Haugesund | Lerkendal Stadion (5.000 spett.)\| Arbitro: \| Amland (Bergen) \| |
| Arbitro:                                         | Amland (Bergen) |               |           |                                                                   |

| Arbitro: | Steen (Bergen) |

|                                      |           |  |
| Ndour 30’ Therkildsen 69’ Liseth 78’ | Marcatori |  |

| Arbitro: | Hagenes (Flaktveit) |

|                                        |           |  |
| Ovenstad 20’ S. Eriksen 57’ Nakkim 77’ | Marcatori |  |

| Arbitro: | Aslam |

|                            |           |                   |
| Krygård 54’ Wadji 57’, 62’ | Marcatori | 52’ (rig.) Dønnum |

| Arbitro: | M. Smehus Kringstad |

|                                                      |           |                                             |
| Omoijuanfo 11’, 15’, 48’ Hestad 29’ Wolff Eikrem 59’ | Marcatori | 13’ Sandberg 18’ Wadji 28’ Stølås 83’ Ndour |

| Arbitro: | Aslam |

|                                      |           |                     |
| Lauritsen 18’, 45’, 71’ Svendsen 62’ | Marcatori | 25’ Wadji 53’ Velde |

#### Girone di ritorno
| Arbitro: | Amland (Bergen) |

|  |           |                                           |
|  | Marcatori | 21’, 23’ Gustavsson 90’ (aut.) Fredriksen |

| Arbitro: | Eskås (Oslo) |

|             |           |                                |
| Heggebø 69’ | Marcatori | 28’ Liseth 30’ Velde 81’ Ndour |

| Arbitro: | Hagen (Grue) |

|                       |           |          |
| Stølås 47’ Liseth 48’ | Marcatori | 83’ Koné |

| Arbitro: | Hansen Grøtta |

|                                               |           |                         |
| Kartum 9’ Øwre Gjertsen 76’ Strand Nilsen 88’ | Marcatori | 22’ Hansen 50’ Sandberg |

| Arbitro: | C. Moen |

|               |           |                                        |
| Samuelsen 33’ | Marcatori | 7’ Jos. Kitolano 56’ Ruud 71’ Svendsen |

| Arbitro: | Skjerven (Kaupanger) |

|                                 |           |  |
| Stølås 28’ (aut.) Mikkelsen 33’ | Marcatori |  |

| Arbitro: | Amland (Bergen) |

|                                                                 |           |  |
| Hansen 22’ Ndour 26’, 40’, 45’ Samuelsen 69’ Søderlund 81’, 85’ | Marcatori |  |

| Arbitro: | Hansen (Feda) |

|                          |           |                 |
| Sahraoui 80’ Thomsen 87’ | Marcatori | 35’ Therkildsen |

| Haugesund 27 ottobre 2021, ore 18:00 24ª giornata | Haugesund     | 0 – 0 referto | Rosenborg | Haugesund Stadion (4.228 spett.)\| Arbitro: \| Hansen Grøtta \| |
| Arbitro:                                          | Hansen Grøtta |               |           |                                                                 |

| Arbitro: | S. Smehus Kringstad (Oslo) |

|                       |           |           |
| Ottesen 76’ Bolly 84’ | Marcatori | 69’ Velde |

| Arbitro: | Amland (Bergen) |

|                         |           |                   |
| Søderlund 10’ Sande 90’ | Marcatori | 76’, 87’ Vetlesen |

| Arbitro: | Eskås (Oslo) |

|             |           |           |
| Berisha 59’ | Marcatori | 64’ Velde |

| Arbitro: | Lien |

|           |           |                                 |
| Liseth 1’ | Marcatori | 17’ Kurtović 87’ Næsbak Brenden |

| Drammen 5 dicembre 2021, ore 17:00 29ª giornata | Strømsgodset | 0 – 0 referto | Haugesund | Marienlyst Stadion (3.284 spett.)\| Arbitro: \| C. Moen \| |
| Arbitro:                                        | C. Moen      |               |           |                                                            |

| Arbitro: | Eskås (Oslo) |

|               |           |                                |
| Søderlund 64’ | Marcatori | 38’ Omoijuanfo 58’ Brynhildsen |

### Norgesmesterskapet
| Arbitro: | Tennøy |

|                       |                      |                          |
| Grov 66’ Pedersen 90’ | Marcatori            | 23’ Fredriksen 51’ Sande |
|                       | Tiri di rigore 7 – 6 |                          |

## Statistiche

### Statistiche di squadra
| Competizione       | Punti | In casa | In casa | In casa | In casa | In casa | In casa | In trasferta | In trasferta | In trasferta | In trasferta | In trasferta | In trasferta | Totale | Totale | Totale | Totale | Totale | Totale | DR |
| Competizione       | Punti | G       | V       | N       | P       | Gf      | Gs      | G            | V            | N            | P            | Gf           | Gs           | G      | V      | N      | P      | Gf     | Gs     | DR |
| ------------------ | ----- | ------- | ------- | ------- | ------- | ------- | ------- | ------------ | ------------ | ------------ | ------------ | ------------ | ------------ | ------ | ------ | ------ | ------ | ------ | ------ | -- |
| Eliteserien        | 35    | 15      | 8       | 3       | 4       | 30      | 17      | 15           | 1            | 5            | 9            | 16           | 28           | 30     | 9      | 8      | 13     | 46     | 45     | +1 |
| Norgesmesterskapet | -     | 0       | 0       | 0       | 0       | 0       | 0       | 1            | 0            | 1            | 0            | 2            | 2            | 1      | 0      | 1      | 0      | 2      | 2      | 0  |
| Totale             | -     | 15      | 8       | 3       | 4       | 30      | 17      | 16           | 1            | 6            | 9            | 18           | 30           | 31     | 9      | 9      | 13     | 48     | 48     | +1 |

### Andamento in campionato
| Giornata  | 1 | 2 | 3 | 4 | 5  | 6 | 7 | 8 | 9 | 10 | 11 | 12 | 13 | 14 | 15 | 16 | 17 | 18 | 19 | 20 | 21 | 22 | 23 | 24 | 25 | 26 | 27 | 28 | 29 | 30 |
| --------- | - | - | - | - | -- | - | - | - | - | -- | -- | -- | -- | -- | -- | -- | -- | -- | -- | -- | -- | -- | -- | -- | -- | -- | -- | -- | -- | -- |
| Luogo     | T | C | T | C | T  | C | T | C | C | T  | C  | T  | C  | T  | T  | C  | T  | C  | T  | C  | T  | C  | T  | C  | T  | C  | T  | C  | T  | C  |
| Risultato | N | V | N | N | P  | V | P | V | V | N  | V  | P  | V  | P  | P  | P  | V  | V  | P  | P  | P  | V  | P  | N  | P  | N  | N  | P  | N  | P  |
| Posizione | 6 | 7 | 6 | 5 | 11 | 6 | 9 | 5 | 6 | 6  | 5  | 6  | 5  | 6  | 8  | 8  | 8  | 7  | 7  | 8  | 9  | 8  | 8  | 8  | 9  | 10 | 9  | 9  | 10 | 11 |

Fonte:  Eliteserien 2021, su altomfotball.no, Altomfotball.
Legenda:

Luogo: C = Casa; T = Trasferta. Risultato: V = Vittoria; N = Pareggio; P = Sconfitta.

### Statistiche dei giocatori
| Giocatore              | Eliteserien | Eliteserien | Eliteserien | Eliteserien | Norgesmesterskapet | Norgesmesterskapet | Norgesmesterskapet | Norgesmesterskapet | Coppe europee | Coppe europee | Coppe europee | Coppe europee | Altre coppe | Altre coppe | Altre coppe | Altre coppe | Totale   | Totale | Totale      | Totale     |
| Giocatore              | Presenze    | Reti        | Ammonizioni | Espulsioni  | Presenze           | Reti               | Ammonizioni        | Espulsioni         | Presenze      | Reti          | Ammonizioni   | Espulsioni    | Presenze    | Reti        | Ammonizioni | Espulsioni  | Presenze | Reti   | Ammonizioni | Espulsioni |
| ---------------------- | ----------- | ----------- | ----------- | ----------- | ------------------ | ------------------ | ------------------ | ------------------ | ------------- | ------------- | ------------- | ------------- | ----------- | ----------- | ----------- | ----------- | -------- | ------ | ----------- | ---------- |
| T. Baardsen Pedersen   | 26          | 0           | 5           | 0           | 1                  | 0                  | 0                  | 0                  |               |               |               |               |             |             |             |             | 27       | 0      | 5           | 0          |
| A. Bærtelsen           | 10          | 0           | 0           | 0           | -                  | -                  | -                  | -                  |               |               |               |               |             |             |             |             | 10       | 0      | 0           | 0          |
| S. Bojang              | 2           | 0           | 0           | 0           | -                  | -                  | -                  | -                  |               |               |               |               |             |             |             |             | 2        | 0      | 0           | 0          |
| M. Desler              | 10          | 1           | 0           | 0           | 0                  | 0                  | 0                  | 0                  |               |               |               |               |             |             |             |             | 10       | 1      | 0           | 0          |
| A. Endresen            | 1           | 0           | 0           | 0           | 1                  | 0                  | 0                  | 0                  |               |               |               |               |             |             |             |             | 2        | 0      | 0           | 0          |
| U. Fredriksen          | 27          | 1           | 3           | 0           | 1                  | 1                  | 0                  | 0                  |               |               |               |               |             |             |             |             | 28       | 2      | 3           | 0          |
| K. Gunnarshaug         | 4           | 0           | 0           | 0           | 1                  | 0                  | 0                  | 0                  |               |               |               |               |             |             |             |             | 5        | 0      | 0           | 0          |
| A. Hagland Engenes     | 0           | 0           | 0           | 0           | 0                  | 0                  | 0                  | 0                  |               |               |               |               |             |             |             |             | 0        | 0      | 0           | 0          |
| B. Hansen              | 29          | 2           | 2           | 0           | 1                  | 0                  | 0                  | 0                  |               |               |               |               |             |             |             |             | 30       | 2      | 2           | 0          |
| E. Helgeland           | 0           | 0           | 0           | 0           | 1                  | 0                  | 0                  | 0                  |               |               |               |               |             |             |             |             | 1        | 0      | 0           | 0          |
| S. Kaldrastøyl Østraat | 0           | 0           | 0           | 0           | 0                  | 0                  | 0                  | 0                  |               |               |               |               |             |             |             |             | 0        | 0      | 0           | 0          |
| K. Krygård             | 29          | 1           | 5           | 0           | 0                  | 0                  | 0                  | 0                  |               |               |               |               |             |             |             |             | 29       | 1      | 5           | 0          |
| B. Leite               | 10          | 0           | 1           | 0           | 1                  | 0                  | 0                  | 0                  |               |               |               |               |             |             |             |             | 11       | 0      | 1           | 0          |
| S. Liseth              | 28          | 5           | 5           | 0           | 1                  | 0                  | 0                  | 0                  |               |               |               |               |             |             |             |             | 29       | 5      | 5           | 0          |
| A. Lønning             | 0           | 0           | 0           | 0           | 0                  | 0                  | 0                  | 0                  |               |               |               |               |             |             |             |             | 0        | 0      | 0           | 0          |
| T. Naustdal            | 15          | 0           | 1           | 0           | -                  | -                  | -                  | -                  |               |               |               |               |             |             |             |             | 15       | 0      | 1           | 0          |
| A. Ndour               | 26          | 7           | 1           | 1           | 1                  | 0                  | 0                  | 0                  |               |               |               |               |             |             |             |             | 27       | 7      | 1           | 1          |
| F. Pallesen Knudsen    | 28          | 3           | 1           | 0           | 1                  | 0                  | 0                  | 0                  |               |               |               |               |             |             |             |             | 29       | 3      | 1           | 0          |
| M. Samuelsen           | 16          | 2           | 1           | 0           | -                  | -                  | -                  | -                  |               |               |               |               |             |             |             |             | 16       | 2      | 1           | 0          |
| N. Sandberg            | 28          | 3           | 1           | 0           | 1                  | 0                  | 0                  | 0                  |               |               |               |               |             |             |             |             | 29       | 3      | 1           | 0          |
| M. Sande               | 24          | 1           | 1           | 0           | 1                  | 1                  | 0                  | 0                  |               |               |               |               |             |             |             |             | 25       | 2      | 1           | 0          |
| H. Sandvik             | 0           | 0           | 0           | 0           | 0                  | 0                  | 0                  | 0                  |               |               |               |               |             |             |             |             | 0        | 0      | 0           | 0          |
| E. Selvik              | 29          | -44         | 0           | 0           | 0                  | 0                  | 0                  | 0                  |               |               |               |               |             |             |             |             | 29       | -44    | 0           | 0          |
| A. Søderlund           | 15          | 3           | 2           | 0           | -                  | -                  | -                  | -                  |               |               |               |               |             |             |             |             | 15       | 3      | 2           | 0          |
| M. Solberg Johannesen  | 0           | 0           | 0           | 0           | 1                  | 0                  | 0                  | 0                  |               |               |               |               |             |             |             |             | 1        | 0      | 0           | 0          |
| V. Solheim             | 0           | 0           | 0           | 0           | 0                  | 0                  | 0                  | 0                  |               |               |               |               |             |             |             |             | 0        | 0      | 0           | 0          |
| A. Stølås              | 24          | 2           | 2           | 0           | 1                  | 0                  | 0                  | 0                  |               |               |               |               |             |             |             |             | 25       | 2      | 2           | 0          |
| F. Stople              | 1           | -1          | 0           | 0           | 1                  | -2                 | 0                  | 0                  |               |               |               |               |             |             |             |             | 2        | -3     | 0           | 0          |
| P. Therkildsen         | 30          | 2           | 3           | 0           | 1                  | 0                  | 0                  | 0                  |               |               |               |               |             |             |             |             | 31       | 2      | 3           | 0          |
| M. Tjoland             | 1           | 0           | 0           | 0           | 0                  | 0                  | 0                  | 0                  |               |               |               |               |             |             |             |             | 1        | 0      | 0           | 0          |
| J. Våge Nilsen         | 1           | 0           | 0           | 0           | 0                  | 0                  | 0                  | 0                  |               |               |               |               |             |             |             |             | 1        | 0      | 0           | 0          |
| J. Valland             | 0           | 0           | 0           | 0           | 0                  | 0                  | 0                  | 0                  |               |               |               |               |             |             |             |             | 0        | 0      | 0           | 0          |
| K. Velde               | 29          | 7           | 4           | 0           | 1                  | 0                  | 0                  | 0                  |               |               |               |               |             |             |             |             | 30       | 7      | 4           | 0          |
| I. Wadji               | 13          | 8           | 1           | 0           | 0                  | 0                  | 0                  | 0                  |               |               |               |               |             |             |             |             | 13       | 8      | 1           | 0          |